# Accento (sociolinguistica)
In sociolinguistica, un accento è una pronuncia particolare ristretta a particolari individui, luoghi, regioni o nazioni. Un accento può essere identificato con la località in cui risiedono i suoi parlanti (accento regionale o geografico), la condizione socioeconomica dei suoi parlanti, la loro etnia (etnoletto), la loro casta o classe sociale (accento sociale) o l'influenza dalla loro lingua materna (accento straniero).
Gli accenti differiscono tipicamente in qualità della voce, pronuncia e distinzione di vocali e consonanti, accento e prosodia. Nonostante grammatica, semantica, vocabolario e altre caratteristiche di una lingua varino spesso tra gli accenti, di solito la parola accento si riferisce in particolare alle differenze di pronuncia, mentre la parola dialetto indica l'insieme di differenze più vasto tra due varietà. Di conseguenza, l'accento è spesso un sottoinsieme del dialetto.